# Torymus angelicae
Torymus angelicae är en stekelart som först beskrevs av Walker 1836.  Torymus angelicae ingår i släktet Torymus och familjen gallglanssteklar. Arten är reproducerande i Sverige. Inga underarter finns listade i Catalogue of Life.